# Gading Rejo (Pedamaran Timur)
Gading Rejo is een bestuurslaag in het regentschap Ogan Komering Ilir van de provincie Zuid-Sumatra, Indonesië. Gading Rejo telt 1842 inwoners (volkstelling 2010).